# Arrocera Los Ceibos
Arrocera Los Ceibos est une localité uruguayenne du département de Treinta y Tres.

## Localisation
Arrocera Los Ceibos se situe au nord-est du département de Treinta y Tres et de la localité de Arrozal Treinta y Tres, à proximité de la lagune Mirim.

## Population
D’après le recensement de 2011, Arrocera Los Ceibos compte 49 habitants.

## Source
- (es) Cet article est partiellement ou en totalité issu de l’article de Wikipédia en espagnol intitulé « Arrocera Los Ceibos » (voir la liste des auteurs).